# Mów mi Vincent
Mów mi Vincent (oryg. St. Vincent) – amerykańska komedia z 2014 roku w reżyserii i według scenariusza Theodore’a Melfiego.

## Obsada
- Bill Murray jako Vincent
- Naomi Watts jako Daka
- Melissa McCarthy jako Maggie
- Terrence Howard jako Zucko
- Chris O’Dowd jako brat Geraghty
- Nate Corddry jako Terry
- Kimberly Quinn jako Ana
- Alexandra Fong jako Rachele

i inni.